# Tabanocella umbraticola
Tabanocella umbraticola är en tvåvingeart som först beskrevs av Austen 1911.  Tabanocella umbraticola ingår i släktet Tabanocella och familjen bromsar.
Artens utbredningsområde är Kongo. Inga underarter finns listade i Catalogue of Life.